# Blutaparon rigidum
Espèce
Statut de conservation UICN

 EX  : Éteint
Blutaparon rigidum est une espèce de plantes à fleurs éteinte de la famille des Amaranthaceae. Elle était endémique des îles Galápagos en Équateur.
Elle a été victime du surpâturage par les chèvres introduites et a été collectée pour la dernière fois en 1908.